# 外国人1割時代
外国人1割時代（がいこくじん1わりじだい）は、日本で到来するとされている時代。

## 概要
日本に定住する外国人が1300万人となり、日本の人口の1割が外国人となる時代である。2023年6月には令和国民会議によって、外国人1割時代に向けての危機意識の共有と、政府の迅速な対応が要請されていた。令和国民会議を取りまとめていた増田寛也は、それ以降も日本の急速な人口減少と地方都市が消滅するリスクがあるとしており、移民政策への議論は真正面からするべきであると主張した。少子化への対策だけでは日本の急激な人口減少を止められないことと、日本の社会をますます開かれたものとして外国人も含めて多様な人々が力を合わせた互いに学びあえる環境を整備しようと謳われていた。これは日本の人口が減少する対策として、外国人を積極的に受け入れようということでもあった。
技能実習制度などを背景に日本で暮らす外国人が増加しており、2024年末には過去最多の376万8977人となっている。国立社会保障・人口問題研究所は2067年に日本の人口の1割が外国人になると予測していた。しばらくは日本で暮らす外国人は年に16万人程度が増加すると見ていたためであったため。だが実際は出入国在留管理庁の統計によると年に36万人程度が増加しており、これは推計されていた数字の2倍以上であった。
2012年12月時点での日本に住む外国人は203万3656人であったのが、10年後の2022年12月時点では307万5213人に増加しており、内訳は中国、ベトナム、韓国、フィリピン、ブラジルの順に多数を占める。この10年間で日本の外国人が大幅に増えているのには、ベトナムからの技能実習生が大幅に増えているという特徴がある。外国人の割合では2012年には1.6%であったのが2022年12月には2.5%にまで増加している。経済協力開発機構によると移民を受け入れている欧米諸国の外国人の割合は軒並み10%を越えているため、日本はまだまだ低い状況であるということになる。技能実習生の制度は1993年に創設され、本来は発展途上国から来た外国人が日本で技能や技術や知識を習得して、それを母国に持ち帰って母国の経済発展に貢献するという国際貢献のための制度であったのだが、2015年ごろから大幅に増えている技能実習生は単なる低賃金の労働力を供給する手段として用いられている。外国人労働者というのは人手不足に直面する業界では必要不可欠な存在であり、技能実習制度や特定技能制度を通じての外国人に依存しなければならなくなっているという施設も少なくないというのが現状である。特に介護業界での人員の確保が深刻な問題となっており、外国人がいなければサービスを維持させることは難しくなっている。
コロナ禍以降は外国人の入国は減少する状態となっていたものの、2023年9月にそれまでの1年間で24万人の入国超過とコロナ禍以前の最高記録であった19万人を上回った。それまでは中国とベトナムからの入国が多かったのであるが、それに加えてこの年にはインドネシアとミャンマーからの入国が急増すると共に、日本国内の外国人の割合を増加させることを牽引している。
朝日新聞が2024年10月に日本全国の自治体を対象にアンケートを取ったところ、外国人1割時代が到来するのは国の予想を大幅に前倒しして2050年ごろとなるかもしれないという結果が出た。コロナ禍より海外の自治体や大学から日本に人材を供給する協定が締結されていたということが地方で急増していたためでもあった。了解覚書は地方自治体が外国の人材を確保する有力な策なのであるが、朝日新聞がアンケートを取ったうちの41.8%の自治体が2014年以降に了解覚書を締結していたのであるが、このうちの半数近くは2023年以降に締結されていた。そしてこの2023年以降に締結されていたものの大部分は三大都市圏以外の自治体であった。2023年に国立社会保障・人口問題研究所が公表した推計では、2070年の日本の人口は8700万人で、このうちの1割は外国人になるとされていたものの、実際は外国人の割合は倍以上のペースで増加している。